# Roestes molossus
Roestes molossus är en fiskart som först beskrevs av Kner, 1858.  Roestes molossus ingår i släktet Roestes och familjen Cynodontidae. Inga underarter finns listade i Catalogue of Life.